# FC Sparta Heestert
KFC Sparta Heestert is een Belgische voetbalclub uit Heestert, deelgemeente van Zwevegem. De club is aangesloten bij de KBVB met stamnummer 7168 en heeft paars-wit als kleuren. Sparta Heestert speelt in de provinciale reeksen.

## Geschiedenis
Sparta Heestert werd officieel gesticht op 1 juli 1967 door een groep enthousiaste voetballiefhebbers. Met de hulp van enkele lokale aannemers en vele vrijwilligers werden betonplaten rondom een vroegere akker geplaatst en kleedkamers en een kantine uit de grond gestampt.
Het aantal leden ging snel in stijgende lijn. Begin de jaren 70 werd dan ook een jeugdbestuur opgericht en trainers gezocht om de vele jongeren te begeleiden om hun favoriete sport te kunnen beoefenen.
In 1975 werd de procedure opgestart voor de aankoop van grond voor de aanleg van een 2de terrein.
Er was ook nood aan een nieuwe modernere accommodatie en verlichting voor de avondtrainingen. De feestelijke inhuldiging had plaats in augustus 1988.
Sparta Heestert heeft de traditie om met trainers op langere termijnbasis te werken. In de jaren 2010 werd de eerste ploeg van Heestert een vaste waarde in 2de Provinciale. In 2020 werd zelfs gepromoveerd naar 1e Provinciale, waar de ploeg ook in de volgende seizoenen goed stand houdt.  

## Resultaten
| Seizoen | Klasse | Klasse | Klasse | Klasse | Klasse | Klasse | Klasse | Klasse | Klasse | Reeks                                                    | Punten                                                   | Opmerkingen                                              |
|         | 1A     | 1B     | 1Am    | 2Am    | 3Am    | P.I    | P.II   | P.III  | P.IV   | Vanaf 2016-17 zijn er 3 nationale en 2 regionale niveaus | Vanaf 2016-17 zijn er 3 nationale en 2 regionale niveaus | Vanaf 2016-17 zijn er 3 nationale en 2 regionale niveaus |
| ------- | ------ | ------ | ------ | ------ | ------ | ------ | ------ | ------ | ------ | -------------------------------------------------------- | -------------------------------------------------------- | -------------------------------------------------------- |
| 2016/17 |        |        |        |        |        |        | 5      |        |        | Tweede prov. W.-Vl. B                                    | 51                                                       |                                                          |
| 2017/18 |        |        |        |        |        |        | 4      |        |        | Tweede prov. W.-Vl. B                                    | 54                                                       |                                                          |
| 2018/19 |        |        |        |        |        |        | 3      |        |        | Tweede prov. W.-Vl. B                                    | 59                                                       |                                                          |
| 2019/20 |        |        |        |        |        |        | 2      |        |        | Tweede prov. W.-Vl. B                                    | 45                                                       | Promotie                                                 |
| 2020/21 |        |        |        |        |        | -      |        |        |        | Eerste prov. W.-Vl.                                      | -                                                        | Seizoen geschrapt wegens COVID                           |
| 2021/22 |        |        |        |        |        | 10     |        |        |        | Eerste prov. W.-Vl.                                      | 33                                                       |                                                          |
| 2022/23 |        |        |        |        |        | 10     |        |        |        | Eerste prov. W.-Vl.                                      | 34                                                       |                                                          |
| 2023/24 |        |        |        |        |        | 8      |        |        |        | Eerste prov. W.-Vl.                                      | 46                                                       |                                                          |
| 2024/25 |        |        |        |        |        | 5      |        |        |        | Eerste prov. W.-Vl.                                      | 50                                                       |                                                          |
| 2025/26 |        |        |        |        |        |        |        |        |        | Eerste prov. W.-Vl.                                      |                                                          |                                                          |